# Racing Club Vichy rugby
Pour les articles homonymes, voir Racing Club Vichy.
Maillots
Dernière mise à jour : 8 septembre 2023.
Le Racing Club Vichy Rugby est un club de rugby à XV français basé à Vichy, dans le département de l'Allier.
Le RCV a notamment remporté le championnat de France de deuxième division en 1987.
Il évolue en Fédérale 3 pour la saison 2023-2024.

## Histoire

### Union sportive vichyssoise
Le Racing Club Vichy est issu de l’Union Sportive Vichyssoise (USV).
L’Union Sportive Vichyssoise est fondée le 23 février 1905 par deux frères, André et Ludovic Chagnon, et joue son premier match le 16 avril 1905 contre Roanne (score : 0-0).
En 1926, la section rugby du Club nautique fusionne avec l’USV et, en 1928, l'USC Vichy atteint la finale du championnat de France 2e série.
La Seconde Guerre mondiale n’interrompt pas son activité et, renforcé par des recrues des ministères du régime de Vichy, le club atteint la première division en 1943, sous le nom acquis en 1942 d’Union Sportive des Clubs de Vichy (USCV).

### Le RCV d’après guerre
En 1945, le club devient le Racing Club de Vichy.

#### Le RCV se renforce
Au cours de l’après guerre, l’équipe est constituée des croupiers du Casino de Vichy. Parmi eux, Pierre Lauga, Dacien Olive et Guy Ligier. Le 22 juin 1945 le Racing Club Vichy prend la place de l’USV, à la suite de sa fusion avec l’Olympique. En 1946 arrive Pierre Lauga, champion de France avec Pau. Dacien Olive joue au RCV en 1947 et 1948.

#### Qualifications en phases finales du championnat de France
En 1947, cette équipe parvient en 8e de finale du championnat de France, mais perd face à Agen (6-0).
En 1952, le RCV parvient en quart de finale du championnat de France mais perd le 30 mars 1952 face à Lourdes (12 à 9). Parmi les joueurs : Guy Stener, Henri Suréda, Marcel Carraro, et Jean Soyer.

#### Les premiers internationaux du club
Au milieu des années 1950 deux joueurs internationaux jouent à Vichy : Amédée Domenech, en 1954 et 1955 et le Catalan Jean Carrère en 1955, 1956 et 1957.

### Avec l’entraîneur Gérard Dufau
Capitaine de l’équipe de France de Rugby depuis 1956, Gérard Dufau devient l’entraîneur du RCV en 1957, tout en y étant joueur et capitaine jusqu’en 1962.

#### Qualifications en phases finales du championnat
En 1960 le club parvient en quart de finale du championnat de France mais échoue face à Dax (12 à 5).
L’année suivante le RCV arrive en quart de finale après avoir vaincu Montferrand en 16e de finale (10-3) puis Lourdes en 8e de finale (6-3), mais échoue face à Béziers (12 à 3), le futur champion.

De 1962 à 1975, le club atteint parfois le 8e de finale (1963 face à Chalon (6-0), 1970 face à Pau (8-0), 1974 face à Dax (16-6)), plus souvent le 16e de finale (1965, 1967, 1968, 1972, 1973 et 1975).

#### Qualification en challenge du Manoir
En 1975, le club atteint les quarts de finale du challenge Yves-du-Manoir.
Deuxième de son groupe derrière Béziers, il élimine Dax 6-3 en huitième de finale avant de perdre 21 à 3 au tour suivant face à Agen, vaincu par 5 essais de trois quarts.
Gérard Dufau cesse d’entraîner le RCV en 1975.

#### Descente en première division groupe B
À l’issue de la saison 1975-1976, le club descend du groupe A au groupe B.
À la suite de la saison 1976-1977, le club remonte en première division, mais redescend à la fin de la saison suivante.
La fin de la saison 1979-1980 voit l’équipe descendre encore.
Gérard Dufau redevient entraîneur au début de la saison 1980-1981 et fait remonter l’équipe en groupe B. L’équipe s’y maintient jusqu’au départ de Dufau en 1983.

### Le parcours au fil des années
Le club évolue en groupe B lors des saisons 1984-1985 et 1985-1986.
Puis il évolue en 2e division et devient champion de France de division 2 en 1987 avec notamment Jean-Marc Lhermet qui honorera sa première sélection le 17 février 1990 contre l'équipe d'Écosse. Au cours de la saison 1987-1988 l’équipe joue en première division sous la houlette de Michel Ringeval, mais redescend en groupe B à la fin. L’équipe y reste jusqu’en 1995.
David Aucagne joue pour le club dans les équipes de jeunes, avant de rejoindre le Paris université club en 1991, il connaîtra sa première sélection le 15 février 1997 contre le pays de Galles.
La saison 1991-1992 voit les débuts au club d'Olivier Merle alors inconnu du grand public à l'époque qui se révélera l'année suivante  sous l’ère des « Mammouths de Grenoble » et sera privé du titre de champion de France en 1993, défait 14 à 11 par le Castres olympique dans des conditions rocambolesques.
Il obtiendra sa première sélection juste après le 26 juin 1993 contre l'Afrique du sud à l'ABSA Stadium de Durban.
À la fin de la saison 1994-1995, le RCV redescend en 2e division. La saison suivante (1995-1996) permet à l’équipe de remonter en groupe B, mais elle n’y reste que deux années (saisons 1996-1997 et 1997-1998). Le club évolue en Division 2 au cours des saisons 1998-1999, 1999-2000, et 2000-2001 (ou la division 2 devient la Nationale 2) puis monte en Fédérale 1. Mais il descend en 2004 et rejoint la Fédérale 2 mais remonte après la saison 2004-2005. Pour la saison 2005-2006, le RCV espère le maintien en Fédérale 1, et se retrouve en poule 1. Après un bon début, l’équipe subit 4 défaites consécutives à la fin de l’année 2005. À la fin de la 1re phase de Fédérale 1, Vichy est 7e. Vichy joue alors en play-down, mais termine 4e. Le RCV est donc relégué en Fédérale 2, où il se trouve encore (jusqu'en 2014).
Depuis la saison 2014-2015, le RCV évolue en Fédérale 3 et termine 8e de la poule 5 en 2015-2016.
La saison 2016-2017 voit le RCV rugby (équipe réserve et première) accéder aux phases finales. L'équipe première s'arrête en 32es de finale et aux portes de la Fédérale 2 alors que l'équipe réserve est parvenue à atteindre les 8es de finale des championnats de France.[réf. nécessaire]
En 2017-2018, il termine 1er de la poule 10 de Fédérale 3 et se qualifie pour le championnat de France[réf. souhaitée]. Leur victoire contre Bazas 29-20 lors des 16es de finale retour (après une défaite à l'aller 10-14) permet au RCV rugby de monter en Fédérale 2. Le club se fait éliminer en 8es de finale contre Club athlétique Périgueux Dordogne à Guéret 6-16 le 3 juin 2018.
Le 6 mars 2022, le président Arnaud Rouchy puis le vice-président Jean-Luc Safin démissionnent à la suite de la défaite du club contre Saint-Priest, le premier n'appréciant pas que les joueurs arborent un brassard dénonçant « le flou autour de l'avenir » du club. Ils sont remplacés le 18 mars par François Sageot (président) et Cathie Berthet (vice-présidente).
Lors de la saison 2022-2023, la défaite contre Riom (36-10) condamne le club à la relégation. Après cinq saisons en Fédérale 2, le club, qui a connu une saison 2022-2023 catastrophique après seulement trois victoires, est relégué en Fédérale 3 pour la saison 2023-2024.
La saison 2023-2024 fut une belle saison au niveau des résultats en phase régulière, que ce soit pour l'équipe 1 mais aussi l'équipe réserve. En terminant chacune à la première place de la poule 15, les deux équipes se qualifient pour les phases finales mais, malgré le potentiel, ne parviendront pas à passer les 32e de finale.
La saison 2024-2025 se finit avec une 6e place au classement général final et ne parvient pas à se qualifier pour les phases finales.

## Installations sportives

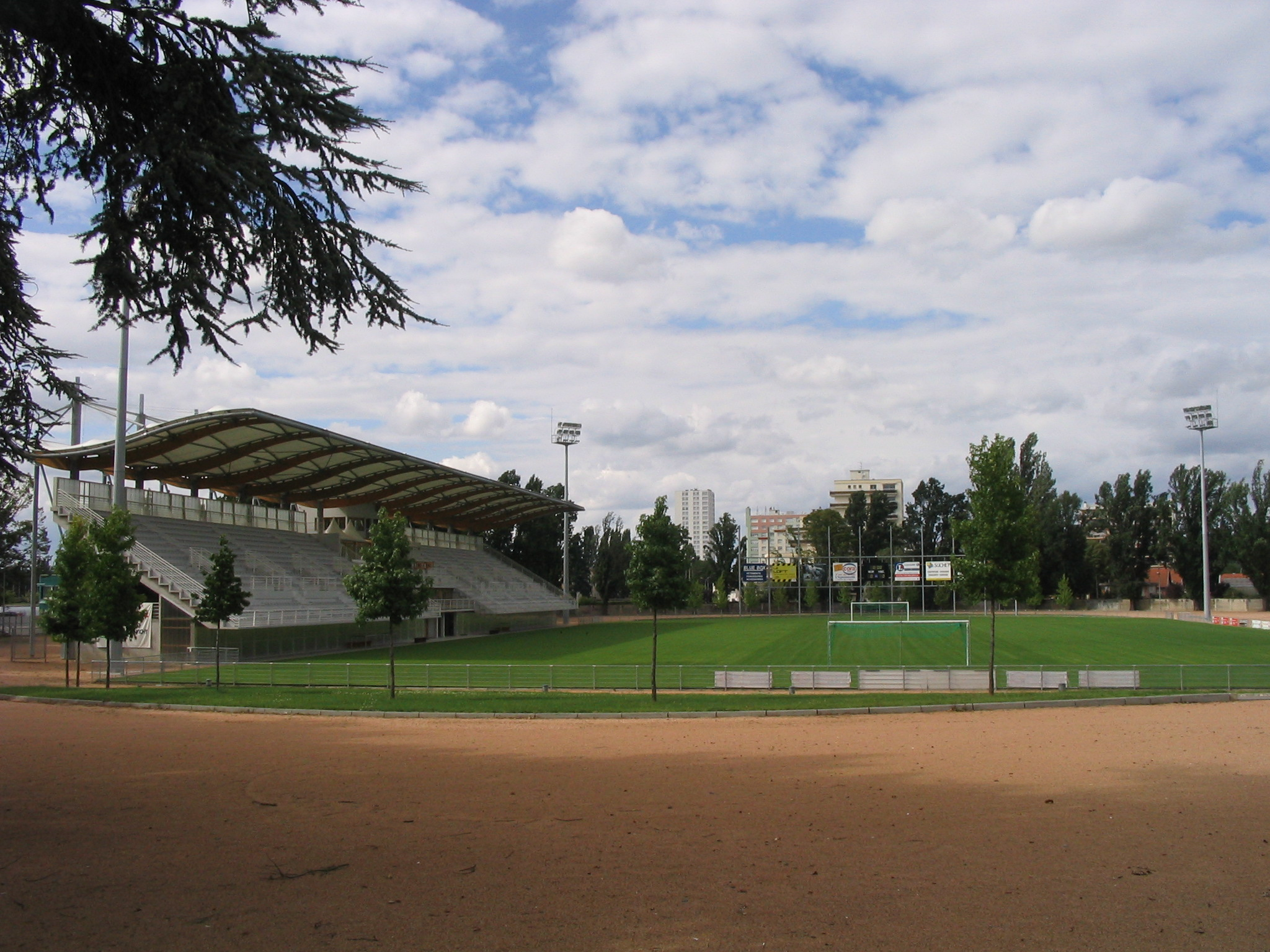
Le stade municipal Louis-Darragon, en 2006.

Le club joue au stade municipal Louis-Darragon, situé en rive droite. Cet équipement est inauguré le 11 septembre 1932 par Pierre-Victor Léger, maire de Vichy, et Philippe Marcombes, maire de Clermont-Ferrand et secrétaire d'État à l'éducation physique, et le vélodrome du stade prend le nom de Louis Darragon le 10 juillet 1936. En 2003, une association réclamait le changement du nom du stade en gérard-Dufau, du nom de l'entraîneur de 1957 à 1975 et de 1980 à 1983 et décédé en 2002.
D'une capacité initiale de 10 000 places, elle comportait une tribune en béton, démolie en 1993 en raison de son mauvais état et remplacée par une autre tribune elle-même démontée en 2000 pour laisser place à une nouvelle tribune de 2 640 places inaugurée en 2002. La tribune B, datant des années 1960, est démolie en 2006.

## Palmarès
- Championnat de France de première division :
  - Quart de finaliste (3) : 1952, 1960 et 1961
  - Huitième de finaliste (3) : 1963, 1970 et 1974
- Challenge Yves du Manoir :
  - Quart de finaliste (1) : 1975
- Championnat de France de deuxième division :
  - Champion (1) : 1987
- Championnat de France de 2e série :
  - Finaliste (1) : 1928

## Personnalités du club

### Présidents
Présidents du club :
- 1943-1945 : Joseph Pételet
- 1945-1946 : Dr Paul Dufourt
- 1946-1949 : Dr Armand Colomb
- 1949-1951 : René Laubertrand (dir. Jeux)
- 1951-1954 : Roger Toureau (garagiste)
- 1954-1956 : Jean Bardiaux (pharmacien)
- 1956-1959 : Pierre Broustine (dentiste)
- 1959-1963 : Jean Helliant (banquier)
- 1964-1965 : Georges Raymond (OCP)
- 1966-1969 : Jean Boulé
- 1969-1970 : Pierre Broustine
- 1970-1976 : Jean Boulé
- 1976-1978 : Bernard Gayet
- 1979-1989 : René Réolon (BTP)
- 1989-1992 : Michel Mazerolles
- 1992-1993 : Didier Massolle
- 1993-2000 : Jean-Luc Safin (kinésithérapeute)
- 2000-2002 : Jean-Luc Safin et Jean Pierre Deschamps
- 2002-2004 : Jean-Luc Tourret
- 2004-2010 : Olivier Safin et Jacques Suchet
- 2010-2013 : Olivier Safin
- 2013-2019 : Marc Suchet
- 2019-2022 : Arnaud Rouchy
- depuis 2022 : François Sageot[12]

### Entraîneurs
- 1944-1949 : Fernand Huc
- 1949-1953 : Joseph Marmayou
- 1953-1957 : Louis Gibert
- 1957-1975 : Gérard Dufau
- 1975-1976 : Palancade
- 1976-1980 : Maurice Aucagne
- 1980-1983 : Gérard Dufau
- 1983-1985 : Maurice Aucagne
- 1985-1986 : Bernard Roques
- 1986-1987 : Bernard Roques et Francis Jimenez
- 1987-1988 : Bernard Roques et Michel Ringeval
- 1988-1989 : Alain Dusang
- 1989-1990 : Alain Dusang et Bernard Roques
- 1990-1991 : Bernard Roques
- 1991-1992 : Poedomenge
- 1992-1994 : Jacky Leterre
- 1994-1995 : Jacky Leterre et Michel Louessard
- 1995-1998 : Jacky Leterre et Alain Leroy
- 1998-1999 : Patrick Labastie
- 1999-2000 : Patrick Labastie et Francis Gosse
- 2000-2001 : Francis Gosse et Olivier Bardet
- 2001-2003 : Jacky Leterre, Francis Gosse et Olivier Bardet
- 2003-2003 (novembre) : Gilles Chantelle et Olivier Bardet
- 2003 (novembre)-2005 : Eric Nicol, Patrick Laurent-Varrange et Philippe Kobilnyk
- 2005-2006 : Eric Nicol et Laurent Ferrandon
- 2006 (janvier) : Jacky Leterre et Eric Nicol
- 2006 (janvier)-2007 : Jacky Leterre et Sebastien Mazet
- 2007-2009 (septembre) : Patrick Laurent Varange, Lyonel Vaïtanaki et Yan MacArthur
- 2009 (septembre)-2010 : Lyonel Vaïtanaki et Yan MacArthur
- 2009-2010 : Lyonel Vaïtanaki et Éric Nicol
- 2010-2013 : Lyonel Vaïtanaki
- 2013-2014 : Bertrand Aucagne, Patrice Giry et Franck Dupin
- 2014-2016 : Patrice Giry et Alexandre Audebert
- 2016-2018 :  François Sageot, Valentin Duchier et Francis Gosse
- 2018-2020 : Sébastien Mazet, Olivier Soucil et Matthias Levan
- 2020-2021 : Olivier Chazaud, Matthias Levan et Francisco De La Fuente
- 2021-2022 : Laurent Pous
- 2022-2023 : Aitor Ayala, Thomas Brely
- 2023 à aujourd'hui : Aitor Ayala, Luciano Bettera

### Joueurs emblématiques
- David Aucagne
- David Bory
- Pavel Stastny
- Jean Carrère (en 1955-1957)
- Amédée Domenech (en 1954-1955)
- Gérard Dufau (et entraîneur 1958-1975)
- Francis Jimenez
- Pierre Lauga
- Jean-Jacques Lénient
- Jean-Marc Lhermet
- Guy Ligier
- Olivier Merle
- Dacien Olive
- Michel Pebeyre
- Alain Rakotonirina
- Guy Stener
- Richard Loe (international néo-zélandais)
- Lionel Rinck
- Lyonel Vaïtanaki
- Ruehan van Jaarsveld